# Калвер (тауншип)
Калвер (англ. Culver) — тауншип в округе Сент-Луис, Миннесота, США. На 2000 год его население составило 285 человек.

## География
По данным Бюро переписи населения США площадь тауншипа составляет 90,9 км², из которых 89,6 км² занимает суша, а 1,3 км² — вода (1,45 %).

## Демография
По данным переписи населения 2000 года здесь находились 285 человек, 99 домохозяйств и 72 семьи.  Плотность населения —  3,2 чел./км².  На территории тауншипа расположено 118 построек со средней плотностью 1,3 построек на один квадратный километр. Расовый состав населения: 92,28 % белых, 5,96 % коренных американцев и 1,75 % приходится на две или более других рас. Испанцы или латиноамериканцы любой расы составляли 0,35 % от популяции тауншипа.
Из 99 домохозяйств в 36,4 % воспитывались дети до 18 лет, в 61,6 % проживали супружеские пары, в 8,1 % проживали незамужние женщины и в 26,3 % домохозяйств проживали несемейные люди. 20,2 % домохозяйств состояли из одного человека, при том 10,1 % из — одиноких пожилых людей старше 65 лет. Средний размер домохозяйства — 2,70, а семьи — 3,05 человека.
29,5 % населения — младше 18 лет, 6,0 % — в возрасте от 18 до 24 лет, 27,7 % — от 25 до 44, 21,4 % — от 45 до 64, и 15,4 % — старше 65 лет. Средний возраст — 35 лет. На каждые 100 женщин приходилось 115,9 мужчин.  На каждые 100 женщин старше 18 приходилось 101,0 мужчин.
Средний годовой доход домохозяйства составлял 38 333 доллара, а средний годовой доход семьи —  41 875 долларов. Средний доход мужчин —  35 833  доллара, в то время как у женщин — 16 705. Доход на душу населения составил 15 028 долларов. За чертой бедности находились 9,0 % семей и 12,7 % всего населения тауншипа, из которых 13,4 % младше 18 и 18,4 % старше 65 лет.